# Singel (musikalbum)
Singel är ett studioalbum från 2001 av Lars Winnerbäck. Hela albumet är inspelat live, även sången i Ridge Farm Studio, London.

## Låtlista
1. Elden - 4:39
2. Jag vill gå hem med dig - 3:20
3. Om tiden vill ifatt - 4:39
4. Nånting större - 4.50
5. Du hade tid (Original "You had time" av Ani DiFranco) - 4:33
6. Håll ut - 3:19
7. Sen du var här - 3.51
8. Lovesång - 2:45
9. För den som letar - 3:48
10. Lycklig och förvånad - 4:15
11. I dina ögon - 3.12
12. Singel - 4:25

## Singlar

### Jag vill gå hem med dig
Singeln Jag vill gå hem med dig släpptes 9 februari 2001 på Sonet / Universal Music. Singeln låg fyra veckor på Sverigetopplistan med start den 22 februari då den tog sig in på 27:e plats som även blev singelns högsta placering. Huvudspåret "Jag vill gå hem med dig" och "Sen du var här" var med på Winnerbäcks album Singel medan "Live på Tanto" är en liveinspelning av "Sen du var här" som spelades in sommaren 2000.

#### Låtlista
1. Jag vill gå hem med dig
2. Sen du var här
3. Live på Tanto

### Elden
Singeln Elden släpptes den 23 april 2001. Den producerades av Lars Winnerbäck och hans band och släpptes på bolaget Sonet Records (en del av Universal Music Group).

#### Låtlista
1. Elden
2. Att fånga en fjäril (Live)

### Håll ut
Singeln Håll ut slåpptes den 9 juli 2001. Text och musik är också skriven av Winnerbäck och låten producerades tillsammans med Hovet.

#### Låtlista
1. Håll ut
2. Elden (video)

## Listplaceringar
| Lista (2001) | Topplacering |
| ------------ | ------------ |
| Sverige      | 1            |